# Shiloh (Carolina del Sud)
Shiloh és una concentració de població designada pel cens dels Estats Units a l'estat de Carolina del Sud. Segons el cens del 2000 tenia 259 habitants.

## Demografia
Segons el cens del 2000, Shiloh tenia 259 habitants, 84 habitatges i 66 famílies. La densitat de població era de 10,3 habitants/km².
Dels 84 habitatges en un 25% hi vivien nens de menys de 18 anys, en un 52,4% hi vivien parelles casades, en un 21,4% dones solteres, i en un 21,4% no eren unitats familiars. En el 17,9% dels habitatges hi vivien persones soles el 8,3% de les quals corresponia a persones de 65 anys o més que vivien soles. El nombre mitjà de persones vivint en cada habitatge era de 3,08 i el nombre mitjà de persones que vivien en cada família era de 3,47.
Per edats la població es repartia de la següent manera: un 26,6% tenia menys de 18 anys, un 10,4% entre 18 i 24, un 23,6% entre 25 i 44, un 22,8% de 45 a 60 i un 16,6% 65 anys o més.
L'edat mediana era de 37 anys. Per cada 100 dones de 18 o més anys hi havia 90 homes.
La renda mediana per habitatge era de 26.042 $ i la renda mediana per família de 27.321 $. Els homes tenien una renda mediana de 39.205 $ mentre que les dones 16.250 $. La renda per capita de la població era de 15.568 $. Entorn del 9,7% de les famílies i el 14,2% de la població estaven per davall del llindar de pobresa.

## Poblacions més properes
El següent diagrama mostra les poblacions més properes.